# 1992 FR2
1992 FR2 är en asteroid i huvudbältet som upptäcktes den 24 mars 1992 av de båda japanska astronomerna Seiji Ueda och Hiroshi Kaneda i Kushiro.
Asteroiden har en diameter på ungefär 6 kilometer.